# Desiderata
Desiderata (Latijn voor "dingen waarnaar verlangd wordt") is een gedicht in proza uit 1927 van de Amerikaanse schrijver Max Ehrmann (1872–1945).
De tekst was onbekend tijdens het leven van Max Ehrmann. Na zijn dood vond zijn vrouw de tekst en heeft deze in 1948 laten publiceren. In 1956 werd de tekst gebruikt door de dominee van St. Pauls' church in Baltimore, Maryland. Hij kreeg de tekst in handen zonder de naam van de auteur. Hij vermeldde eronder de naam van de kerk en 1692, het jaar waarop de kerk werd gesticht. Daardoor ontstond er verwarring, omdat men dacht dat de tekst mogelijk afkomstig was van een onbekende monnik uit de 17e eeuw.

Het gedicht werd bij het grote publiek bekend nadat het in 1965 op het doodsbed van de politicus Adlai Stevenson werd gevonden. Deze wilde de tekst gebruiken voor zijn kerstkaarten. De Desiderata werd vaak op posters verspreid met de toevoeging dat de tekst gevonden was in de Saint Paul's Church van Baltimore (1692). Dit heeft verder bijgedragen aan het misverstand omtrent de herkomst van de tekst van Max Ehrmann.
Max Ehrmann schreef veel over spirituele zaken en dat geldt ook voor de Desiderata. Het is een instructie om goed en zinvol te leven. De eerste zin luidt:
Wees kalm te midden van het lawaai en de haast en bedenk, welke vrede er in stilte kan heersen.